# 小川雄大
小川 雄大（おがわ ゆうだい、1996年10月4日 - ）は、神奈川県川崎市出身の日系カンボジア人のプロサッカー選手。2023年にカンボジア国籍を取得し、サッカーカンボジア代表。血液型はAA型。
ポジションは、主にミッドフィールダーを務めているが、その他ディフェンダーやフォワードやゴールキーパーもプレーできる万能プレイヤー。

## 来歴
7歳の時に父親の影響でサッカーを始め、川崎市の南生田サントスに入団。同時期に東京ヴェルディ1969のスクールにも通っていた。
10歳の時、山梨県都留市に引っ越しFCヴァリエ都留に入団。
2011年、山梨学院大学付属高等学校へセレクションで合格し進学。2年次からレギュラーとして活躍し、3年次にはエースナンバー10を背負いチームを平成26年度全国高等学校総合体育大会に導いたが、2回戦の東福岡高校に0-1で敗れ敗退。自身は優秀選手に選ばれた。第93回全国高等学校サッカー選手権大会では3回戦で前橋育英高校にPK戦の末敗れベスト16に終わる。

### クラブ
2014年10月、FC岐阜の練習に参加し当時の監督であったラモス瑠偉から高い評価を受け、卒業後は同クラブに入団する。しかし2年間で公式戦3試合出場に終わり、2016年11月25日に契約満了が発表された。
2017年2月、当時ポーランド4部のヴィジェフ・ウッチに移籍。
2018年、カンボジア・リーグの国防省FCに移籍。リーグ戦18試合に出場し、10得点10アシストの活躍をみせる。
2019年、同リーグのアンコールタイガーFCに移籍。開幕からスターティングメンバーに名を連ねチームの主力として機能する。
2021年、カンボジア・リーグのプノンペン・クラウンに移籍。翌年リーグ戦、カップ戦、スーパーカップの国内三冠を達成。
2022年、リーグ戦全試合に出場し、2年連続のリーグ制覇を達成。MVPにも選出された。

### 代表
2023年にカンボジア国籍を取得。同年10月12日の2026 FIFAワールドカップ・アジア1次予選のパキスタン戦で初出場を果たす。
2024年6月7日、国際親善試合・モンゴル戦で代表初ゴールを決めた。

## 家族
父親は元プロサッカー選手の小川章。現役時代は読売サッカークラブに在籍した。岩手県立遠野高等学校時代は全国高等学校サッカー選手権大会出場、全国高校総体準優勝を果たしている。
また兄1人、姉1人の3人兄弟で兄は元フットサル選手の小川翼。現役時代はステラミーゴいわて花巻に在籍した。前橋育英高等学校時代は全国高等学校サッカー選手権大会でベスト4。

## 所属クラブ

### ユース経歴
- 2009年 - 2011年 FCヴァリエ都留
- 2012年 - 2014年 山梨学院大学附属高等学校

### プロ経歴
- 2015年 - 2016年  FC岐阜
- 2017年  ヴィジェフ・ウッチ
- 2018年  国防省FC
- 2019年 - 2020年  アンコールタイガーFC
- 2021年 -  プノンペン・クラウンFC

## 個人成績
| 国内大会個人成績 | 国内大会個人成績     | 国内大会個人成績 | 国内大会個人成績 | 国内大会個人成績 | 国内大会個人成績 | 国内大会個人成績 | 国内大会個人成績 | 国内大会個人成績 | 国内大会個人成績 | 国内大会個人成績 | 国内大会個人成績 |
| 年度             | クラブ               | 背番号           | リーグ           | リーグ戦         | リーグ戦         | リーグ杯         | リーグ杯         | オープン杯       | オープン杯       | 期間通算         | 期間通算         |
| 年度             | クラブ               | 背番号           | リーグ           | 出場             | 得点             | 出場             | 得点             | 出場             | 得点             | 出場             | 得点             |
| 日本             | 日本                 | 日本             | 日本             | リーグ戦         | リーグ戦         | リーグ杯         | リーグ杯         | 天皇杯           | 天皇杯           | 期間通算         | 期間通算         |
| ---------------- | -------------------- | ---------------- | ---------------- | ---------------- | ---------------- | ---------------- | ---------------- | ---------------- | ---------------- | ---------------- | ---------------- |
| 2015             | 岐阜                 | 32               | J2               | 3                | 0                | -                | -                |                  |                  |                  |                  |
| 2016             | 岐阜                 | 32               | J2               | 0                | 0                | -                | -                |                  |                  |                  |                  |
| ポーランド       | ポーランド           | ポーランド       | ポーランド       | リーグ戦         | リーグ戦         | リーグ杯         | リーグ杯         | オープン杯       | オープン杯       | 期間通算         | 期間通算         |
| 2016-17          | ヴィジェフ・ウッチ   | 10               | 4部              | 3                | 0                |                  |                  |                  |                  |                  |                  |
| カンボジア       | カンボジア           | カンボジア       | カンボジア       | リーグ戦         | リーグ戦         | リーグ杯         | リーグ杯         | オープン杯       | オープン杯       | 期間通算         | 期間通算         |
| 2018             | 国防省               | 5                | Cリーグ          | 18               | 10               |                  |                  |                  |                  |                  |                  |
| 2019             | アンコールタイガー   | 5                | Cリーグ          |                  |                  |                  |                  |                  |                  |                  |                  |
| 2020             | アンコールタイガー   | 5                | Cリーグ          |                  |                  |                  |                  |                  |                  |                  |                  |
| 2021             | プノンペン・クラウン | 6                | Cリーグ          |                  |                  |                  |                  |                  |                  |                  |                  |
| 2022             | プノンペン・クラウン | 6                | Cリーグ          | 18               | 5                |                  |                  |                  |                  |                  |                  |
| 2023-24          | プノンペン・クラウン | 6                | Cリーグ          | 25               | 3                |                  |                  |                  |                  |                  |                  |
| 通算             | 日本                 | 日本             | J2               | 3                | 0                | -                | -                |                  |                  |                  |                  |
| 通算             | ポーランド           | ポーランド       | 4部              | 3                | 0                |                  |                  |                  |                  |                  |                  |
| 通算             | カンボジア           | カンボジア       | Cリーグ          |                  |                  |                  |                  |                  |                  |                  |                  |
| 総通算           | 総通算               | 総通算           | 総通算           | 6                | 0                | 0                | 0                |                  |                  |                  |                  |

- Jリーグ初出場 - 2015年6月14日 2015明治安田生命J2リーグ第18節 vsコンサドーレ札幌（岐阜メモリアルセンター長良川競技場）

## 代表歴
- 代表初出場 - 2023年10月12日 2026 FIFAワールドカップ・アジア1次予選 vsパキスタン代表（プノンペン・オリンピックスタジアム）

### 出場大会
- 2023年 - 2026 FIFAワールドカップ・アジア予選

### 試合数
- 国際Aマッチ 5試合 1得点 (2023年 - )

| カンボジア代表 | 国際Aマッチ | 国際Aマッチ |
| 年             | 出場        | 得点        |
| -------------- | ----------- | ----------- |
| 2023           | 2           | 0           |
| 2024           | 3           | 1           |
| 通算           | 5           | 1           |

## タイトル

### クラブ
プノンペン・クラウンFC
- カンボジア・リーグ（2021年、2022年）
- カンボジアン・スーパーカップ（2022年、2023年）
- カンボジアン・リーグカップ（2022年、2023年）

### 個人
- 平成26年度全国高等学校総合体育大会 - 優秀選手[7]
- カンボジア・リーグMVP（2022年）